# Pashukeni Shoombe
Pashukeni Shoombe  (* 12. Dezember 1936 in Südwestafrika) ist eine ehemalige namibische Politikerin und war Mitglied der Verfassunggebenden Versammlung Namibias.

## Lebensweg
Shoombe war von 1958 bis 1974 Lehrerin im Ovamboland. Sie ging anschließend als Mitglied der SWAPO im Zuge des namibischen Befreiungskampfes ins Exil. Dort erhielt sie 1991 den Literacy Award der UNESCO. Zuvor hatte Shoombe 1980 einen Abschluss an UN Institute for Namibia (UNIN) in Sambia gemacht.
Shoombe setzt sich zeitlebens vor allem für Frauenrechte ein und war unter anderem Vertreterin der Pan-African Women’s Organization für Angola und Algerien (1980 bis 1989). Von 1990 bis 2005 war sie Abgeordnete in der Nationalversammlung, nachdem sie von 1989 bis 1990 Mitglied der Verfassunggebenden Versammlung Namibias war.